# 富山県道125号福平石田線
富山県道125号福平石田線（とやまけんどう125ごう ふくひらいしだせん）とは、富山県黒部市の布施川沿い（東側）を通る一般県道（富山県道）である。黒部市の石田地域と、山間部の福平地域を結ぶ、全線2車線の道路である。

## 路線概要
- 起点：富山県黒部市福平
- 終点：富山県黒部市石田

1896年12月、下新川郡役所が『道路改修規則』を定め、郡の事業として改修を決めた。この時、池尻浜石田線がその指定を受けている。1923年の郡制廃止により、福平石田線が県道へ移管された。

## 通過する自治体
- 富山県
  - 黒部市

## 主な接続道路
- 富山県道126号福平経田線
- 富山県道67号宇奈月大沢野線
- 新川広域農道
- 富山県道150号魚津入善線
- 富山県道314号沓掛魚津線
- 国道8号
- 富山県道2号魚津生地入善線

## 周辺
- 布施川
- 布施川ダム
- 黒部市立たかせ小学校
- 黒部自動車学校